# Jablanica (Maglaj)
Pour les articles homonymes, voir Jablanica.
Jablanica (en cyrillique : Јабланица) est un village de Bosnie-Herzégovine. Il est situé dans la municipalité de Maglaj, dans le canton de Zenica-Doboj et dans la fédération de Bosnie-et-Herzégovine. Selon les premiers résultats du recensement bosnien de 2013, il compte 930 habitants.

## Démographie

### Évolution historique de la population
| 1948 | 1953 | 1961 | 1971  | 1981  | 1991  | 2013 |
| ---- | ---- | ---- | ----- | ----- | ----- | ---- |
| -    | -    | 846  | 1 125 | 1 342 | 1 570 | 930  |

|  |

### Communauté locale
En 1991, la communauté locale de Jablanica comptait 1 826 habitants, répartis de la manière suivante :